# Долни Хармањец
Долни Хармањец (слч. Dolný Harmanec) насељено је мјесто са административним статусом сеоске општине (слч. obec) у округу Банска Бистрица, у Банскобистричком крају, Словачка Република.

## Становништво
| Година:    | 1994. | 2004.   | 2014.    | 2024.   |
| ---------- | ----- | ------- | -------- | ------- |
| Број људи: | 187   | 204     | 246      | 264     |
| Разлика:   |       | +9,09 % | +20,58 % | +7,31 % |

| Година:    | 2023. | 2024.   |
| ---------- | ----- | ------- |
| Број људи: | 269   | 264     |
| Разлика:   |       | -1,85 % |

Према подацима о броју становника из 2011. године насеље је имало 244 становника.